# Rêves (Ravel)
Pour les articles homonymes, voir Rêves.
Rêves est une mélodie pour  voix et piano de Maurice Ravel composée en 1927 sur un poème de Léon-Paul Fargue, proche ami du cercle des Apaches disparu (1902-1914).

## Composition
Cette œuvre, dédiée à Léon-Paul Fargue, est une commande de Marcel Raval, directeur de la revue Les Feuilles libres, en vue d’un numéro spécial de cette revue en Hommage à Léon-Paul Fargue à l’occasion du 51e anniversaire du poète le 4 mars 1927. La mélodie a été composée sur le premier poème, Rêves, du recueil Pour la musique. Poëmes de Léon-Paul Fargue publié en mars 1914 aux éditions de La Nouvelle Revue française.

« Un enfant court

Autour des marbres..

Une voix sourd

Des hauts parages..

Les yeux si graves,

De ceux qui t’aiment

Songent et passent

Entre les arbres..

Aux grandes orgues

De quelque gare,

Gronde la vague

Des grands départs.

Dans un vieux rêve

Au pays vague

Des choses brèves

Qui meurent sages.. »

Commandée début janvier 1927, la mélodie a été composée au Belvédère de Montfort-l'Amaury et achevée début février 1927. Elle a d’abord été éditée sous forme de facsimilé du manuscrit de trois pages remis à Marcel Raval dans le numéro double 45-46 de juin 1927 de la revue Les Feuilles libres. La même année, la mélodie a été éditée par les éditions musicales Durand, principal éditeur du compositeur depuis 1906.
Dans le catalogue des œuvres du compositeur établi par Marcel Marnat, la mélodie porte le numéro « 105. (O.79) ».

## Création
La partition est créée le 19 mars 1927 par Jane Bathori au chant, avec le compositeur au piano, au cours d'un concert « Exposition de mélodies françaises » au Vieux-Colombier à Paris.
Cette mélodie est l'une des moins connues, moins interprétées et moins enregistrées de Maurice Ravel. Plusieurs études sur les œuvres vocales de Maurice Ravel passent cette mélodie sous silence. De même, de nombreux enregistrements discographiques de l'intégrale des mélodies pour voix et piano n'incluent pas cette mélodie pourtant éditée depuis 1927.
En janvier 1920, le compositeur avait envisagé de mettre en musique d'autres mélodies, « des chansons d’enfants », de son ami Léon-Paul Fargue, mais ce projet est resté lettre morte.

## Discographie
- Jacques Herbillon, baryton, et Théodore Paraskivesco, Arpège, 1977 et Calliope (CAL 4856), 2004.
- Claire Brua, mezzo-soprano, et David Abramovitz, piano, Naxos (8.554176-77), 2003.
- Ravel : Mélodies, CD, par Nora Gubisch, mezzo-soprano, et Alain Altinoglu, piano, Naïve (V5304), 2012.
- Maurice Ravel : The Complete Works, CD 14, par Jean-Christophe Benoît (baryton) et Aldo Ciccolini (piano), Warner Classics (0190295283261), 2020.